# C/1978 C1 (Bradfield)
C/1978 C1 (Bradfield) ist ein Komet, der im Jahr 1978 gesehen werden konnte.

## Entdeckung und Beobachtung
Der Komet wurde am Morgen des 5. Februar 1978 (Ortszeit) von William A. Bradfield in Australien mit einem 150-mm-f/5,5-Refraktor entdeckt. Es war seine siebte Kometenentdeckung, knapp zwei Jahre nach seiner letzten. Er hatte in diesem Zeitraum insgesamt 360 Stunden nach Kometen gesucht. Bradfield schätzte die Helligkeit des Kometen zu 8 mag. Später wurde der Komet bereits auf einer photographischen Aufnahme vom 24. Januar nachgewiesen.
Im Verlauf des Februars konnte der Komet nur von der Südhalbkugel aus beobachtet werden, währenddessen seine Helligkeit bis auf etwa 6 mag zunahm. Erst Anfang März konnte er auch von der Nordhalbkugel aus beobachtet werden und erreichte in diesem Monat Helligkeiten bis 5 mag und eine Schweiflänge von knapp 1°. Die letzte Beobachtung erfolgte am 29. März 1978, danach war der Komet wegen seiner Nähe zur Sonne zunächst nicht mehr zu beobachten. Im September und Oktober gab es noch mehrere Versuche, den Kometen photographisch wiederaufzufinden, sie blieben aber ohne Erfolg.

## Wissenschaftliche Auswertung
Das Licht des Kometenkopfes wurde am 5. und 6. März am Uttar Pradesh State Observatory spektroskopisch untersucht, dabei wurden die Emissionslinien von C2 und Na nachgewiesen.
Am 15. März wurden am Lick-Observatorium starke Emissionslinien von C2, NH2 und H2O+ nachgewiesen, während die von Na und O nur schwierig zu beobachten waren wegen der geringen Höhe des Kometen über dem Horizont.
Eine radioteleskopische Suche nach Emissionen von Gasmolekülen, die bereits beim Kometen C/1973 E1 (Kohoutek) nachgewiesen werden konnten, blieb ohne Ergebnis, es wurde daraus eine relativ geringe Gasproduktion des Kometen Bradfield abgeleitet. Auch eine Suche nach Emissionen von OH resultierte nur in einem sehr schwachen Signal.

## Umlaufbahn
Für den Kometen konnte aus 73 Beobachtungen über einen Zeitraum von 34 Tagen nur eine parabolische Umlaufbahn bestimmt werden, die um rund 51° gegen die Ekliptik geneigt ist. Die Bahn des Kometen verläuft damit schräg gestellt zu den Bahnebenen der Planeten. Im sonnennächsten Punkt der Bahn (Perihel), den der Komet am 17. März 1978 durchlaufen hat, befand er sich mit 65,3 Mio. km Sonnenabstand im Bereich der Umlaufbahn des Merkur. Bereits am 4. März war er der Erde bis auf 173,7 Mio. km (1,16 AE) nahegekommen. Am 13. April ging der Komet noch in etwa 82,8 Mio. km Abstand an der Venus vorbei.
Für den Kometen konnte wegen der wenigen Beobachtungen keine geschlossene Bahnform berechnet werden.  Dennoch konnte eine Abschätzung darüber getroffen werden, wie die Bahn des Kometen während seiner Passage des inneren Sonnensystems beeinflusst wurde, insbesondere durch nahe Vorbeigänge am Saturn am 27. Dezember 1976 in knapp 7 ½ AE und am Jupiter am 19. Januar 1978 in etwa 5 ¾ AE und am 27. Oktober 1978 in nur knapp 3 AE Abstand. Demnach ist davon auszugehen, dass die Exzentrizität der Bahn tendenziell noch weiter um etwa 0,00003 vergrößert wurde. Aufgrund der unsicheren Ausgangsdaten kann aber keine definitive Aussage getroffen werden, ob die Bahnform nunmehr hyperbolisch ist oder ob der Komet noch einmal in das innere Sonnensystem zurückkehren könnte.